# La Compagnie des glaces
Pour les articles homonymes, voir La Compagnie des glaces.

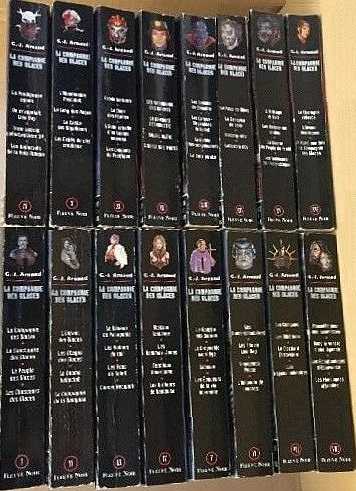
Les 16 volumes Fleuve noir de la Compagnie des glaces.

La Compagnie des glaces est une série de romans de science-fiction de G.-J. Arnaud publiée de 1980 à 1992 puis de 2001 à 2005, mêlant science-fiction, polar et roman noir, roman d'espionnage. Fort de 98 épisodes, c'est l’œuvre littéraire de science-fiction la plus longue écrite par un seul et même auteur (la série Perry Rhodan étant l'œuvre de plusieurs auteurs, et Bob Morane n’étant pas de la SF en permanence).
La trame repose sur une épopée post-apocalyptique se passant sur une Terre recouverte de glace et régie par des compagnies ferroviaires toutes-puissantes qu'on pourrait assimiler dans leur fonctionnement aux pires dictatures du XXe siècle.

## Résumé
Une vision post-apocalyptique de la Terre où les poussières consécutives à une explosion de la Lune ont recouvert l'atmosphère terrestre, interceptant les rayons du soleil et plongeant la planète dans une nouvelle ère glaciaire. Les survivants sont obligés de vivre dans des villes sous globe que seuls relient des trains. Les grandes compagnies ferroviaires règnent en maîtres sur leurs réseaux, faisant peser un ordre totalitaire sur la population et lui cachant la vérité. Les Roux (ou Hommes Roux) sont "capables de résister à des températures de moins quarante" et peuvent vivre à l'extérieur des villes.

## Personnages principaux
- Lien Rag, glaciologue
- Yeuse Semper, danseuse de cabaret
- Jdrien, demi-roux, messie des Roux, fils de Lien Rag
- Liensun, fils de Lien Rag
- Le Gnome puis Le Kid et enfin Président, président de la Compagnie de la Banquise
- Lady Diana, présidente de la Panaméricaine
- Kurts, pirate
- Kurty, fils du pirate qu'il a eu sur le bulb
- Floa Sadon, présidente de la Transeuropéenne
- Lienty Ragus dit Gus, dit aussi Penguin Concrete, cousin de Lien Rag
- Ann Suba, scientifique, Rénovatrice du Soleil
- Harl Mern, ethnologue
- Farnelle, Maîtresse du Cargo Princesse
- Leouan, métisse de roux
- Palaga, Maître Suprême des Aiguilleurs.

## Titres de la série

### La Compagnie des glaces
Tous les romans sont parus chez Fleuve noir, jusqu'au numéro 36 dans la collection Anticipation ; au-delà une collection spéciale intitulée La Compagnie des glaces a été créée, dans laquelle les premiers titres ont été réédités. Il existe également deux rééditions dont chaque volume regroupe plusieurs épisodes : l'une chez Fleuve noir (un inédit : L'Avenir des dupes, avec le 16e et dernier volume), l'autre chez Omnibus.
1. La Compagnie des glaces Anticipation no 997 (1980)
2. Le Sanctuaire des glaces Anticipation no 1038 (1980)
3. Le Peuple des glaces Anticipation no 1056 (1981)
4. Les Chasseurs des glaces Anticipation no 1077 (1981)
5. L'Enfant des glaces Anticipation no 1104 (1981)
6. Les Otages des glaces Anticipation no 1116 (1981)
7. Le Gnome halluciné Anticipation no 1122 (1982)
8. La Compagnie de la banquise Anticipation no 1139 (1982)
9. Le Réseau de Patagonie Anticipation no 1157 (1982)
10. Les Voiliers du rail Anticipation no 1180 (1982)
11. Les Fous du soleil Anticipation no 1198 (1983)
12. Network-Cancer Anticipation no 1207 (sous le titre Cancer Network dans le tome III édité chez Fleuve noir  (ISBN 2-265-06251-0)) (1983)
13. Station-fantôme Anticipation no 1224 (1983)
14. Les Hommes-Jonas Anticipation no 1249 (1983)
15. Terminus-amertume Anticipation no 1267 (1983)
16. Les Brûleurs de banquise Anticipation no 1271 (1983)
17. Le Gouffre aux garous Anticipation no 1286 (1984)
18. Le Dirigeable sacrilège Anticipation no 1303 (1984)
19. Liensun Anticipation no 1321 (1984)
20. Les Éboueurs de la vie éternelle Anticipation no 1333 (1984)
21. Les Trains-cimetières Anticipation no 1351 (1985)
22. Les Fils de Lien Rag Anticipation no 1364 (1985)
23. Voyageuse Yeuse Anticipation no 1388 (1985)
24. L'Ampoule de cendres Anticipation no 1405 (1985)
25. Sun Company Fleuve noir no 1431 (1986)
26. Les Sibériens Anticipation no 1449 (1986)
27. Le Clochard ferroviaire Anticipation no 1460 (1986)
28. Les Wagons -mémoires Anticipation no 1477 (1986)
29. Mausolée pour une locomotive Anticipation no 1490 (1986)
30. Dans le ventre d'une légende Anticipation no 1503 (1986)
31. Les Échafaudages d'épouvante Anticipation no 1516 (1986)
32. Les Montagnes affamées Anticipation no 1541 (1987)
33. La Prodigieuse Agonie Anticipation no 1552 (1987)
34. On m'appelait Lien Rag Anticipation no 1571 (1987)
35. Train spécial pénitentiaire 34 Anticipation no 1581 (1987)
36. Les Hallucinés de la voie oblique Anticipation no 1596 (1987)
37. L'Abominable Postulat (1988)
38. Le Sang des Ragus (1988)
39. La Caste des Aiguilleurs (1988)
40. Les Exilés du ciel croûteux  (1988)
41. Exode barbare (1988)
42. La Chair des étoiles (1988)
43. L'Aube cruelle d'un temps nouveau (1988)
44. Les Canyons du Pacifique (1989)
45. Les Vagabonds des brumes (1989)
46. La Banquise déchiquetée (1989)
47. Soleil blême (1989)
48. L'Huile des morts (1989)
49. Les Oubliés de Chimère (1989)
50. Les Cargos-dirigeables du soleil (1990)
51. La Guilde des sanguinaires (1990)
52. La Croix pirate (1990)
53. Le Pays de Djoug (1990)
54. La Banquise de bois (1990)
55. Iceberg-ship (1991)
56. Lacustra City (1991)
57. L'Héritage du Bulb (1991)
58. Les Millénaires perdus (1991)
59. La Guerre du peuple du froid (1991)
60. Les Tombeaux de l'Antarctique  (1991)
61. La Charogne céleste (1992)
62. Il était une fois la compagnie des glaces (1992)

L'Avenir des dupes (61bis) et en postface « ENCIECLOPÉDIA DES GLACES (Noé Gaillard) » sont parues dans le tome XVI édité chez Fleuve noir  (ISBN 2-265-06983-3).

### Chroniques glaciaires
Les Chroniques glaciaires sont un ensemble de tomes indépendants les uns des autres racontant ce qu'il se passe avant l'histoire de Lien Rag. Les tomes y traitent du début de la glaciation, de la mise en place de la société ferroviaire, ainsi que d'autres aspects de la genèse de ce monde.

### Nouvelle époque
La série Nouvelle époque est la suite directe des tomes originaux. On y retrouve les mêmes personnages dans les conditions dans lesquelles on les a laissés à la fin de la Compagnie des glaces.

## Adaptations

### Jeu de rôle
La société Jeux Actuels a édité en 1986 un jeu de rôle sur le thème de la Compagnie des glaces (réédité en 1990). Sur la base de ce système de jeu, plusieurs fans ont édité sur leurs sites des compléments ou de nouvelles aventures.
- Auteur(s) : Fabrice Cayla, Jean-Pierre Pécau
- Illustrateur(s) : Patrick Demuth, Phil Le Chien

### Jeu vidéo
Sans en être officiellement tiré, le jeu vidéo Transarctica (1992) se déroule dans un monde inspiré de celui de la Compagnie des glaces.

### Bande dessinée
Depuis 2003 le studio Jotim, sous l'égide de Philippe Bonifay, adapte la saga en bande dessinée chez Dargaud. C'est un projet collectif, où le nom du studio masque différents auteurs qui travaillent sur la série, Philippe Bonifay s'occupant de l'adaptation en scénario. Le studio compte publier plusieurs cycles à raison de deux tomes par an, et des pauses entre les cycles.
Cependant, le 27 octobre 2009, Philippe Bonifay annonce l'arrêt de la série, qui n'a pas trouvé son public. La série BD compte 15 tomes, et couvre environ les dix premiers tomes de la série de romans.

### Série télévisée
Une coproduction franco-canadienne, belge et anglaise de 26 épisodes a été tournée de mars à juillet 2006. Intitulée La Compagnie des glaces, la série reprend la trame générale du roman mais se permet de grandes variations : le héros est un jeune adolescent et se nomme Cal Ragg. Il lutte contre la dictature instaurée par le terrible Palidor et les aiguilleurs.
Clairement destinée à des adolescents, le côté petit budget de la série comme son manque de rigueur (humains qui sortent sans protection contre le froid, etc.) pourront décevoir les amateurs des livres. G.J. Arnaud lui-même ne semble pas satisfait des concessions faites dans la série.
La série fut tournée sur huit plateaux, installés dans l'ancien site minier de la Fosse Arenberg de la Compagnie des mines d'Anzin à Wallers dans les alentours de Valenciennes. L'acteur principal canadien est Tyler Johnston. Né en 1987, il a joué des rôles secondaires dans The L Word et Supernatural.
La série est diffusée à partir du 22 décembre 2007 sur France 2 dans l'émission KD2A.

### Dessin animé
Yoshiyuki Tomino (le créateur de la saga Gundam) s'est également inspiré du roman français pour créer la série Overman King Gainer. Cette série se déroule sur une Terre en grande partie gelée à la suite d'un cataclysme, et dirigée par une autorité internationale ainsi que par la compagnie privée transsibérienne qui a acquis un grand pouvoir grâce à son monopole sur le transport ferroviaire.